# The Libertines
The Libertines — англійський рок-гурт, заснований у 1997 році двома друзями — Карлом Баратом та Пітом Доерті. Гурт розпався 2004 року, через суперечку між Доерті (який згодом заснував свій інший гурт — Babyshambles) та Баратом, спричинену тим, що перший вживав наркотики, проте возз'єднався 2010-го з метою провести кілька концертів.

## Дискографія

### Альбоми
Up the Bracket (2002) #35 UK; #120 FR

The Libertines (2004) #1 UK; #111 US; # 27 FR

Anthems for Doomed Youth (2015)

### Сингли, промо, EP
What a Waster (03/06/2002) #37 UK

Up The Bracket (30/09/2002) #29 UK

Time for Heroes (13/01/2003) #20 UK

Don't Look Back into the Sun (18/08/2003) #11 UK

I Get Along EP (тільки для США) (01/09/2003)

Can't Stand Me Now (09/08/2004) #2 UK

What Became Of The Likely Lads (25/10/2004) #9 UK